# مسجد الملك عبد العزيز
مسجد الملك عبد العزيز، تم بناءه في في منتصف التسعينات محل المسجد القديم الذي هُدم مع غيره من المباني شمال مدينة الرياض وعند مدخل محافظة الخرج.
التصميم منسجم مع تقاليد العمران التقليدي للمساجد بأسلوب معاصر يستخدم التقنيات الحديثة من جهة، كما جاء مندمجا مع المحيط الزراعي الذي يميز منطقة الخرج من خلال نظام الحدائق والساحات حيث ترتبط ساحات المركز مع المسجد بأشجار النخيل التي تضفي على المكان طابعاً جميلاً ومريحاً.

## مكونات المسجد
- مصلى للرجال
- مصلى للنساء
- فناء
- مواضئ ودورات مياه للرجال
- مواضئ ودورات مياه للنساء
- سكن للإمام
- سكن للمؤذن
- غرفة لغسيل الموتى
- مرافق خدمات
- محلات تجارية
- مساحات
- مواقف للسيارات
- ممرات مسقوفة
- مكتبة
- مدرسة لتحفيظ القرآن الكريم
- مكاتب الأجهزة الحكومية ذات الصلة.[2]

## مميزات مبنى المسجد
يتميز المسجد بوقوعه في قلب مدينة الخرج، وميادينه ساحة الصفاة والساحة الرئيسية لمدينة الخرج التي تستقبل المشاة والمارة المتسوقين، وقد كُسيت جدران المسجد الداخلية وأسفل أعمدته الأسطوانية بالحجر والزخارف الجبسية التي عُملت بواسطة أحد أصحاب الحرفة السعوديين، وقد تم استحداث الأقواس المدببة داخل قاعة الصلاة بطريقة مزدوجة يدخل الضوء من فتحاتها، وقد وُضعت قبة فوق المحراب لتوفير الأضاءة الطبيعية.

## انظر ايضاً
- محافظة الخرج
- المساجد

## وصلات خارجية
- أذان جميل جدا  من جامع الملك عبدالعزيز بالخرج على يوتيوب.
- بالصور .. انتهاء أعمال التطوير في جامع الملك عبد العزيز بالخرج (صحيفة سبق الإلكترونية - الرياض)

## المرجع
1. ↑  مسجد الملك عبد العزيز في الخرج نسخة محفوظة 02 يوليو 2017 على موقع واي باك مشين. [وصلة مكسورة]
2. ↑  إعمار المساجد في عهد خادم الحرمين الشريفين الملك فهد بن عبدالعزيز آل سعود، أسامة بن محمد نور عبدالله الجوهري، وزارة التعليم العالي جامعة الملك سعود، 1402-1422هـ، ص236-237.
3. ↑  إعمار المساجد في عهد خادم الحرمين الشريفين الملك فهد بن عبدالعزيز آل سعود، أسامة بن محمد نور عبدالله الجوهري، ص238.